# Otovice, Náchod
Otovice là một làng thuộc huyện Náchod, vùng Královéhradecký, Cộng hòa Séc.